# Ligament supérieur de l'incus
Le ligament supérieur de l'incus est une bande fibreuse qui relie le corps de l'enclume au toit de la cavité tympanique (tegmen tympani) juste en arrière du ligament supérieur du malléus.